# 콘스탄테인 하위헌스

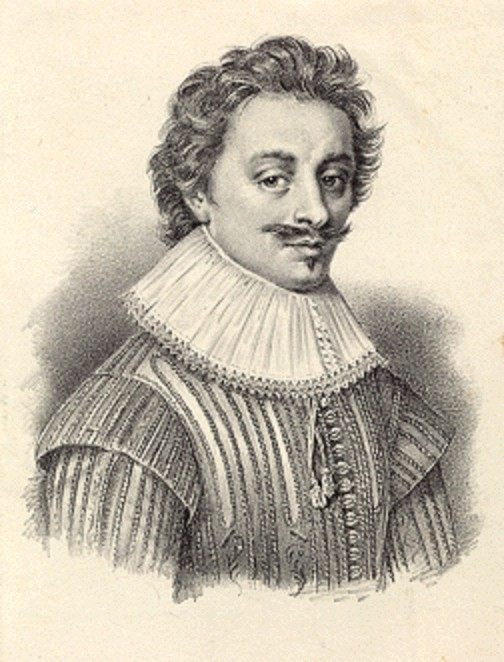
1623년의 콘스탄테인 하위헌스

콘스탄테인 하위헌스(네덜란드어: Constantijn Huygens, 1596년 9월 4일 ~ 1687년 3월 28일)는 크리스티안 하위헌스의 아버지로서, 네덜란드의 외교관, 시인, 작곡가이자 학자이다. 크리스티안 하위헌스의 형도 콘스탄테인 하위헌스이다.

## 같이 보기
- 크리스티안 하위헌스